# Víctor Mella
Víctor Hugo Mella González (Santiago, Chile, 14 de noviembre de 1974) es un exfutbolista chileno. Es el primer chileno en militar en la Major League Soccer de Estados Unidos.

## Biografía
Inició su carrera en la Escuela de Fútbol "Gilberto Reyes" en 1986. Al año siguiente ingresó a las inferiores de Cobresal, donde permaneció hasta 1988.
En 1988 ingresa a las cadetes de Colo-Colo, cumpliendo grandes actuaciones que rápidamente llaman la atención de los entrenadores de las categorías superiores. 
Debutó profesionalmente el 25 de marzo de 1992 en la victoria 2-0 de Colo-Colo sobre Colchagua por Copa Chile. 
Los años siguientes alternó presentaciones en el cuadro albo hasta ser considerado en Copa Libertadores 1994, incluso marcando un polémico gol a Unión Española.
En febrero de 1996 fue seleccionado por San Jose Clash para la novena ronda del Draft inaugural de la Major League Soccer. Participó además del duelo inaugural de la liga enfrentando a DC United, donde estuvo a punto de abrir la cuenta en dos ocasiones.
Luego pasó al New England Revolution para la temporada siguiente. En 1998 volvió a San Jose Clash disputando 31 encuentros. 
Su carrera finalizó alternando clubes entre México y Chile.

## Selección Chilena
Fue seleccionado chileno para el Campeonato Sudamericano Sub-17 de 1991, que se realizó en Asunción, Paraguay.
También actuó en el Torneo Carabobo realizado en Venezuela, donde peleó el puesto con Marcelo Salas. 
Formó parte de la Selección sub-23 chilena que participó en los Juegos Panamericanos de Mar del Plata 1995 que fue eliminada en cuartos de final,

#### Participaciones en Juegos Panamericanos
| Competición               | Sede          | Resultado        |
| ------------------------- | ------------- | ---------------- |
| Juegos Panamericanos 1995 | Mar del Plata | Cuartos de final |

## Clubes
| Club                   | País           | Año       |
| ---------------------- | -------------- | --------- |
| Colo-Colo              | Chile          | 1992-1994 |
| Fernández Vial         | Chile          | 1995      |
| San Jose Clash         | Estados Unidos | 1996      |
| New England Revolution | Estados Unidos | 1997      |
| Colo-Colo              | Chile          | 1997      |
| Everton                | Chile          | 1997      |
| San Jose Clash         | Estados Unidos | 1998      |
| RSD Zacatecas          | México         | 1999-2001 |
| Magallanes             | Chile          | 2002      |
| Atlético Celaya        | México         | 2003      |